# Municipalità locale di Emadlangeni
Emadlangeni è una municipalità locale (in inglese Emadlangeni Local Municipality) appartenente alla municipalità distrettuale di Amajuba della provincia di KwaZulu-Natal in Sudafrica. 
In base al censimento del 2001 la sua popolazione è di 32.278 abitanti.
La sede amministrativa e legislativa è la città di Utrecht e il suo territorio si estende su una superficie di 3.539 km² ed è suddiviso in 4 circoscrizioni elettorali (wards). Il suo codice di distretto è KZN253.
Questa municipalità locale è anche chiamata Utrecht.

## Geografia fisica

### Confini
La municipalità locale di Emadlangeni confina a nord con quella di Pixley ka Seme (Gert Sibande/Mpumalanga), a est con quelle di eDumbe, Abaqulusi (Zululand) e Nquthu (Umzinyathi), a sud con quella di Endumeni (Umzinyathi) e a ovest con quelle di Dannhauser e Newcastle.

### Città e comuni
- Blood River
- Groenvlei
- Kingsley
- Utrecht
- Waterval

### Fiumi
- Bimana
- Bivana
- Bloed
- Buffels
- Doringspruit
- Dorpspruit
- Eerstelingspruit
- Kweekspruit
- Mpemvana
- Nsonto
- Pandana
- Pongola
- Slang
- Tsakwe
- Wasbankspruit